# D-Company
D-Company est une expression forgée par des médias pour désigner une organisation criminelle dirigée par l'Indien Dawood Ibrahim. Ce gang participerait à différentes activités criminelles et terroristes islamistes en Asie du Sud, particulièrement à Bombay en Inde et dans la région du golfe Persique. Plusieurs membres sont recherchés par Interpol et la police indienne, dont Chhota Shakeel, Tiger Memon et Abu Salem (en 2011, il est détenu par la police indienne). 
L'organisation a un passé de confrontations avec la police de Bombay et d'autres organisations criminelles indiennes dirigées par respectivement Chota Rajan, Ejaz Lakdawala et Arun Gawli.